# Wolfsangel

O Wolfsangel (em português, gancho para lobos; pronúncia em alemão: [ˈvɔlfsˌʔaŋəl] ) é um símbolo heráldico alemão inspirado nas históricas armadilhas para lobos, usadas no medievo, consistindo em duas partes de metal e uma corrente de conexão. A parte superior da armadilha, que lembrava uma lua crescente com um anel dentro, costumava ser presa entre galhos de uma árvore na floresta, enquanto a parte inferior, na qual restos de carne costumavam ser pendurados, era um gancho para ser engolido por um lobo. O design simplificado baseado no "anzol de lobo" de ferro era frequentemente muito estilizado para não se parecer mais com um anzol com isca pendurado em uma árvore ou com uma armadilha de lobo inteira. Outros nomes incluem Wolfsanker ("âncora-lobo") ou Wolfsjagd bem como hameçon ou hameçon de loup, uma forma de meia-lua com um anel, ou como cramp ou crampon em inglês com um anel no centro, às vezes também chamado de Doppelhaken ("gancho duplo"), ou um crampon com um golpe transversal. Todos esses símbolos ainda são encontrados em vários brasões de armas municipais na Alemanha. O crampon também é encontrado como marca de pedreiro na alvenaria medieval.
Nos primeiros tempos, considerado possuidor de poderes mágicos, tornou-se um símbolo de liberdade e independência após sua adoção como emblema de uma revolta camponesa no século 16 contra a opressão dos príncipes alemães e seus mercenários.

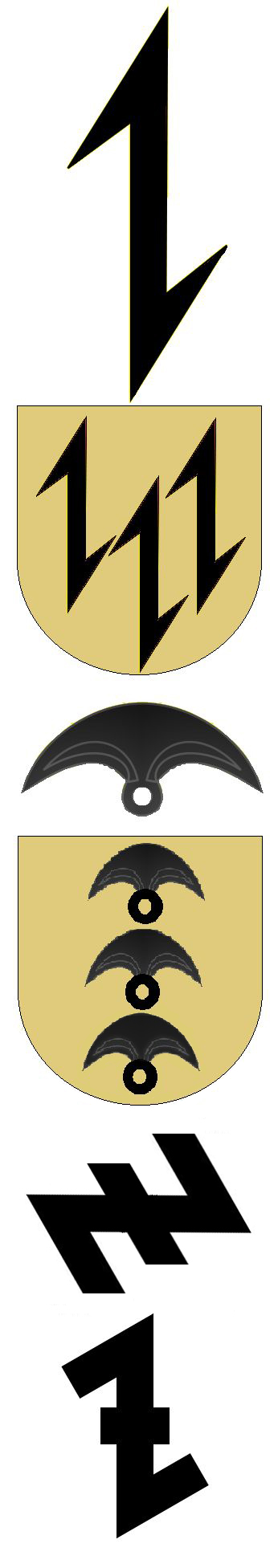
Desenhos alemães conhecidos como Wolfsangel

O Wolfsangel foi um símbolo inicial do Partido Nazista. Na Segunda Guerra Mundial, o sinal e seus elementos foram usados por várias divisões blindadas e de infantaria SS alemãs, como a Waffen-SS Division Das Reich Landstorm Nederland Divisão Waffen-SS. Na Alemanha pré-guerra, o Wolfsangel foi parcialmente inspirado pela imensa popularidade de romances do Hermann Löns de 1910, Der Wehrwolf durante a década de 1930, onde o protagonista, um lutador da resistência durante a Guerra dos Trinta Anos, adotou o símbolo mágico como seu emblema pessoal. O próprio símbolo tem uma semelhança visual com a runa Eihwaz, historicamente parte do alfabeto rúnico.

## Heráldica
O nome Wolfsangel aparece em um manual heráldico de 1714, Wappenkunst, associado a um símbolo distinto daquele atualmente conhecido com este nome. É descrita como uma lua crescente com um anel dentro, na altura média. Embora escrito para o Wolfsangel, está se referindo à âncora do Wolfsangel e não o "gancho do lobo" propriamente dito.
Na terminologia heráldica da língua alemã moderna, o nome Wolfsangel é de facto usado para uma variedade de símbolos heráldicos, incluindo o hameçon descrito acima - uma forma de meia-lua com um anel também chamado de Wolfsanker e Wolfshaken; bem como o crampon - uma forma de Z ou símbolo de gancho duplo, também chamado de Mauerhaken ou Doppelhaken; e o símbolo Ƶ ou gancho duplo com um anel ou traço transversal no centro. É apenas este símbolo que também leva o nome de Wolfsangel no contexto do neonazismo e do ocultismo.
O  símbolo do crampon é encontrado com relativa frequência em brasões de armas municipais na Alemanha, onde é frequentemente identificado como Wolfsangel. O desenho de crampon com traço central é mais raro, mas ainda é encontrado em cerca de uma dúzia de brasões municipais contemporâneos.

## Como marcador de limite e "símbolo florestal"

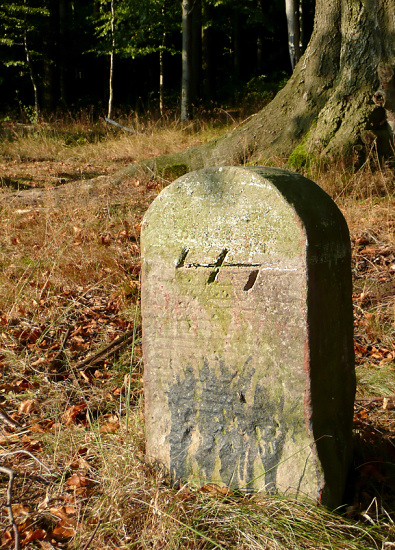
O Wolfsangel em uma pedra de limite de campo antigo no Deister na Baixa Saxônia.

Em um tratado de fronteira de 1616 concluído entre Hesse e Brunswick-Lüneburg, a fronteira de Brunswick foi chamada de Wulffsangel. Foi usado não apenas em pontos de referência, mas também há evidências de seu uso na correspondência dos Serviços Florestais em 1674. 
Mais tarde, o Wolfsangel também foi usado como um símbolo em uniformes florestais. Em um documento de 1792 sobre novos uniformes, o guarda-florestal Adolf Friedrich von Stralenheim sugeriu um design para botões de uniformes incluindo as letras "GR" e um símbolo semelhante ao Wolfsangel, que ele chamou de Forstzeichen. Mais tarde, o Wolfsangel também foi usado como um único emblema em gorros de latão no serviço e nos botões do supervisor florestal de Hanover. Em Brunswick, foi usado por guardas de florestas privativas e também como um emblema no capô de veículos.
O Wolfsangel ainda é usado em vários distritos florestais da Baixa Saxônia como um marcador de fronteira e faz parte do emblema do estado da Baixa Saxônia e da associação de caçadores Hirschmann, dedicada à criação e treinamento de cães Hanover Hounds.

## Na literatura
Em 1910, Hermann Löns publicou um livro intitulado Der Wehrwolf (publicado posteriormente como Harm Wulf, uma crônica camponesa e The Warwolf em inglês) ambientado em uma comunidade agrícola alemã do século XVII, durante a Guerra dos Trinta Anos.

## Como um símbolo nazista

Emblema do Batalhão de Azov até 2015 com uma wolfsangel modificada junto de um sol negro no fundo

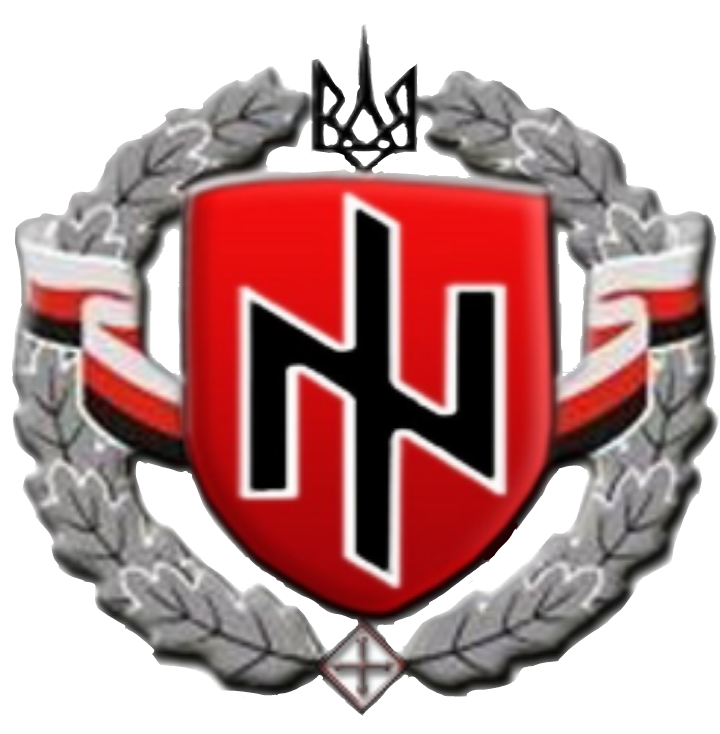
Emblema do União Nacional Ucraniana

Na Alemanha nazista, o Wolfsangel foi amplamente adotado no simbolismo nazista. Não está claro se o motivo da sua adoção foi a forte associação pessoal de Hitler com a imagem do lobo (a "Toca do Lobo", quartel-general da Wehrmacht, por exemplo), ou a criação de uma associação com o símbolo da independência e liberdade alemã pós-século XV, que tinha uma relação particular. para a conquista da libertação alemã da influência estrangeira pela força.

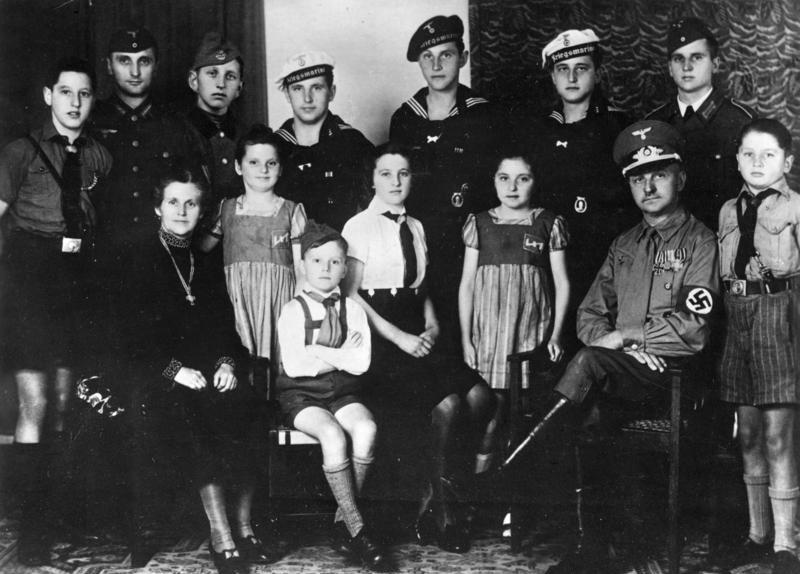
Político nazista de Erdmannsdorf na Saxônia com esposa e 12 filhos vestidos em uniformes de 1943. As meninas mais novas têm o Wolfsangel em seus vestidos, um sinal de que eram membros da organização Deutsche Kinderschar (para crianças com idade entre 6 e 10 anos), ligada à NS-Frauenschaft

## Depois da segunda guerra mundial

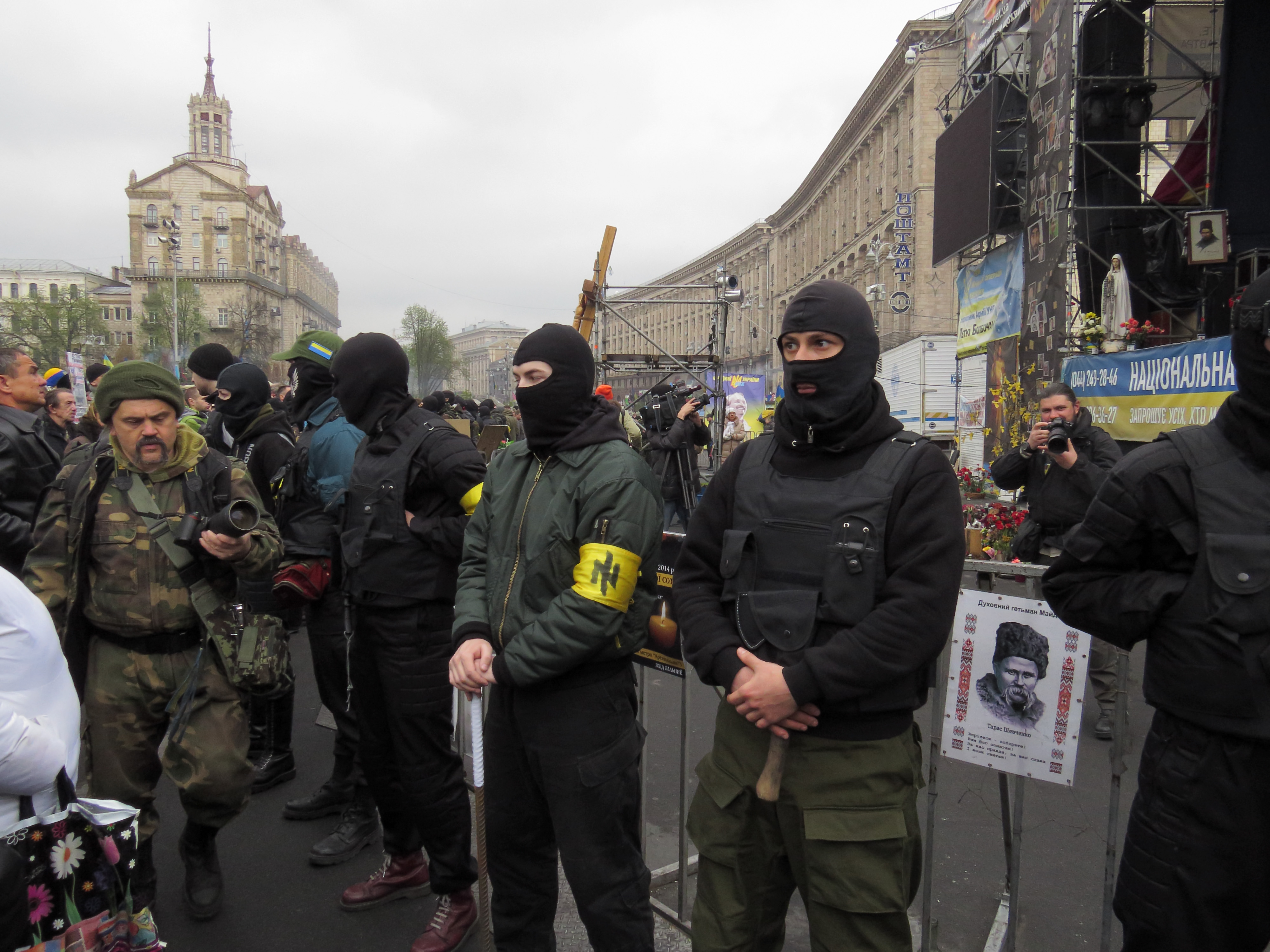
Membros da organização Patriota da Ucrânia, em evento do Setor Direito, na Euromaidan (Kyiv, 2014).

A exibição pública do símbolo é ilegal na Alemanha se houver uma conexão aparente com um desses grupos. Após a Segunda Guerra Mundial, o símbolo foi usado por algumas organizações neo-nazistas. Nos Estados Unidos, a organização das Nações Arianas usa, como símbolo, um Wolfsangel com uma espada substituindo a barra transversal em seu logotipo.
Um sinal semelhante foi adotado por movimentos de extrema-direta na Ucrânia, em grupos como o Partido Social-Nacional da Ucrânia, Assembleia Social-Nacional. e Batalhão Azov. Os membros do grupo afirmam que o símbolo é uma abreviatura do slogan Ідея Нації (Ucraniano para "Ideia Nacional") e negam conexão com o Nacional-Socialismo. O cientista político Andreas Umland disse à Deutsche Welle que, embora tivesse conotações de extrema direita, o Wolfsangel não era considerado um símbolo fascista pela população em geral na Ucrânia. A iniciativa Reporting Radicalism da Freedom House observa que "o uso acidental deste símbolo ou seu uso sem a compreensão de suas conotações (por exemplo, como um talismã) é raro", e "... na Ucrânia, o uso de um Wolfsangel como um símbolo heráldico ou um talismã tradicional seria incomum".
Em 9 de agosto de 2018, a Alemanha suspendeu a proibição do uso de suásticas e outros símbolos nazistas em videogames. "Por meio da mudança na interpretação da lei, os jogos que analisam criticamente os assuntos atuais podem pela primeira vez receber uma classificação etária do USK", disse a diretora-gerente do USK, Elisabeth Secker, à CTV. "Este tem sido o caso dos filmes e no que diz respeito à liberdade das artes, agora também é o caso com o computador e os videogames."
Em 2020, houve uma breve tendência de usuários da Geração Z TikTok tatuando um símbolo de "Geração Ƶ" no braço como "um símbolo de unidade em nossa geração, mas também como um sinal de rebelião". O criador da tendência mais tarde renunciou a ela quando a semelhança do símbolo com o Wolfsangel foi trazida à sua atenção.